# Dãy núi Duyên hải Thái Bình Dương

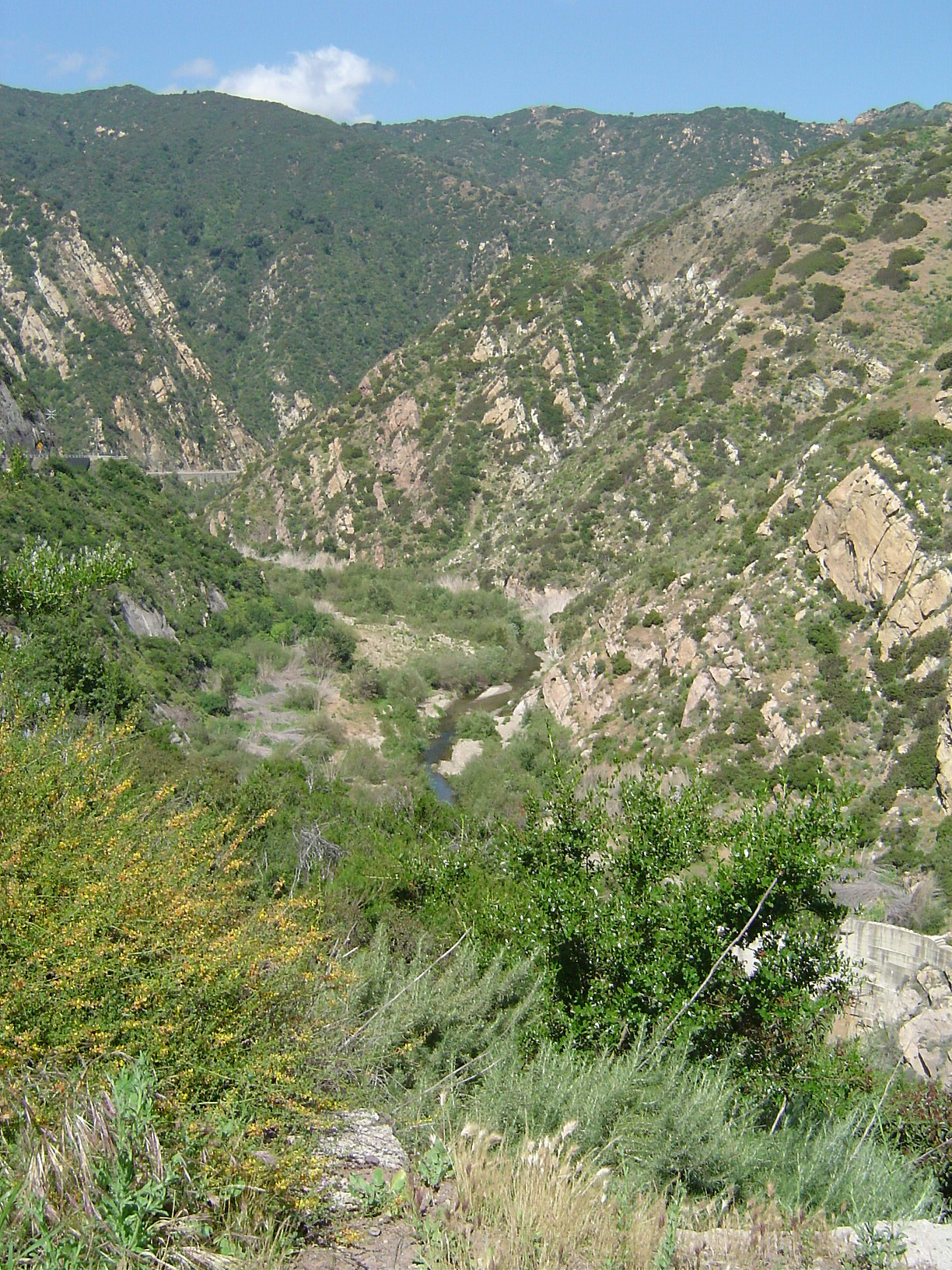
Hẻm núi Malibu, Santa Monica Mountains

Dãy núi Duyên hải Thái Bình Dương (tiếng Anh: Pacific Coast Ranges (chính thức được coi là Pacific Mountain System trong Hoa Kỳ nhưng được gọi là Dãy núi Duyên hải Thái Bình Dương Pacific Coast Ranges), là chuỗi các dãy núi trải dài dọc theo Bờ Tây của Bắc Mỹ từ Alaska ở phía nam đến Bắc và Trung Mexico.
Dãy bờ biển Thái Bình Dương là một phần của Cordillera Bắc Mỹ (đôi khi được gọi là Cordillera Tây, hoặc ở Canada, như Cordillera Thái Bình Dương và/hoặc Cordillera của Canada), bao gồm Rocky Mountains, Núi Columbia, Núi nội địa, Cao nguyên nội thất, Núi Sierra Nevada, Các dãy núi Great Basin, và các dãy núi khác và các cao nguyên và lưu vực khác nhau.
Tuy nhiên, tên chỉ định trong tiếng Anh Pacific Coast Ranges chỉ áp dụng cho Western System of the Western Cordillera, bao gồm các núi Saint Elias, các núi Coast, các núi Insular, các núi Olympic, dãy núi Cascade, dãy núi Duyên hải Oregon, dãy núi Duyên hải California, dãy núi Transverse, Dãy núi Bán đảo và Sierra Madre Occidental. 